# 海老名運動公園
海老名運動公園（えびなうんどうこうえん）は、神奈川県海老名市にある海老名市立の都市公園（運動公園）。

## 概要
総合スポーツ施設として整備されている。「かながわの公園50選」にも選ばれている。
2016年8月27日と8月28日には海老名運動公園陸上競技場にていきものがかりのライブが開催された。
道路網の便に恵まれているため、テレビのロケ地としてよく使用されている。

## 施設
- 体育館（海老名運動公園総合体育館）
- 屋内プール（海老名運動公園屋内プール）
- 野球場（海老名運動公園野球場）
- 競技場（海老名運動公園陸上競技場）
  - 日本陸上競技連盟第3種公認
  - トラック：400m×8レーン（全天候型）
  - フィールド：100m×72m
  - 収容人数：3,716人（メインスタンド1,016人、芝スタンド2,700人）
  - 夜間照明：4基
- 照明つきテニスコート（海老名運動公園庭球場）
- ゲートボール場
- 冒険広場
- 芝生広場
- バーベキュー場

## ロケ地として使用された番組やCM

### バラエティ番組
- アメトーーク（テレビ朝日）-「運動神経悪い芸人」（2017年12月30日[3]、2018年12月30日放送など）
  - 「芸人体当たりマン決定戦」（2020年8月13日）
- テレビ千鳥（テレビ朝日、2023年5月11日）

### ドラマ
- 幸せになろうよ - （フジテレビ）第1話（2011年4月18日）、第5話（2011年5月16日）、第8話（2011年6月6日）
- G線上のあなたと私 - （TBS）第1話（2019年10月15日）[4]
- ラジエーションハウスII 〜放射線科の診断レポート〜　- （フジテレビ） 第2話（2021年10月11日）

### CM
- アフラック - 2017年放送[5]

## 場所
神奈川県海老名市社家4032-1
- 海老名市の西部に位置し、相模川を挟んで厚木市と接する場所にある。

## 交通
- 小田急小田原線・JR相模線厚木駅から徒歩約25分。
- JR相模線社家駅から徒歩約15分。
- 首都圏中央連絡自動車道海老名インターチェンジから車で1分。